# Amezketa
Amezketa è un comune spagnolo di 980 abitanti situato nella comunità autonoma dei Paesi Baschi.